# 津田秀樹
津田 秀樹（つだ ひでき、1964年 - ）は試験の研究家。

## 経歴・概要
山口高校時代に択一式テストの法則を発見。筑波大学在学中に選択式の問題を選択肢のみで解く方法を開発し、同級生や受験生に家庭教師として指導する中、1986年当時大学生にして出版。翌年有坂誠人が自作と類似したテクニック本『例の方法』を出版したことにショックを受け、学参の世界から一時去る。その後彼の本の読者だった編集者の勧めで公務員試験関連の本を執筆し、これが好評だったため再び脚光を浴びる。以後、さまざまな試験対策本を執筆している。大学受験や公務員試験に対応している。
有坂誠人の方法と異なるのは、選択肢単独で正誤を判断する方法が載っている点である。もちろん有坂の方法と同様に選択肢同士を比較する方法も載っている。現在も版を重ね続けている。
心理テストや漢字などの一般書の執筆も行っている。

## 問題点
学力に関係のないという「裏ワザ」の謳われ方が社会通念上問題があるといわれている。

## 著書
- 『センター試験 秘 裏ワザ大全【国語】』（洋泉社, 年次版）
- 『センター試験 秘 裏ワザ大全【英語】』（洋泉社, 年次版）
- 『有名私大 秘 裏ワザ大全【国語】』（洋泉社）
- 『有名私大 秘 裏ワザ大全【英語】』（洋泉社）
- 『難関私大 秘 裏ワザ大全【国語】』（洋泉社）
- 『難関私大 秘 裏ワザ大全【英語】』（洋泉社）
- 『公務員試験 秘 裏ワザ大全【国家I種・II種／地方上級・中級用】』（洋泉社）
- 『公務員試験 秘 裏ワザ大全【国家III種／地方初級／郵政一般職用】』（洋泉社）
- 『「人生をやり直す」本物の心理テスト』（宝島社新書）
- 『精神科医・心理学者・セラピストが使う 本物の心理テスト』（宝島社文庫）
- 『目からウロコの漢字問題』（宝島社文庫）